# Eksaarde
Eksaarde (Frans: Exaerde) is een dorp in de Belgische provincie Oost-Vlaanderen en een deelgemeente van Lokeren. In het zuidwesten ligt het gehucht Doorslaar.

## Geschiedenis[1]
Eksaarde (oude schrijfwijzen Eksaerde of Exaerde) is waarschijnlijk ontstaan langs de heerweg tussen Antwerpen en Brugge. Het werd rond 1230 een aparte parochie met eigen kerk, waar het tot dan een onderdeel van de parochie Waasmunster was.
De nabijheid van de abdij van Boudelo heeft ongetwijfeld een grote rol gespeeld doorheen de geschiedenis van dit dorp. De oude heerweg die nu Rechtstraat heet, wordt vermoedelijk bedoeld met de woorden "rechte strate" uit Van de vos Reinaert.
Bij de gemeentelijke fusies van 1977 werd Eksaarde een deelgemeente van Lokeren.

## Demografische evolutie
- Bronnen:NIS, Opm:1831 t/m 1970=volkstellingen; 1976=inwoneraantal op 31 december

## Bezienswaardigheden
- De Onze-Lieve-Vrouw-Hemelvaartkerk.
- De Begraafplaats van Eksaarde, met verschillende praalgraven.
- De Kruiskapel of bedevaartkapel van het Heilig Kruis werd gebouwd (of herbouwd) in 1632.
- Het oorlogsmonument.

## Afbeeldingen

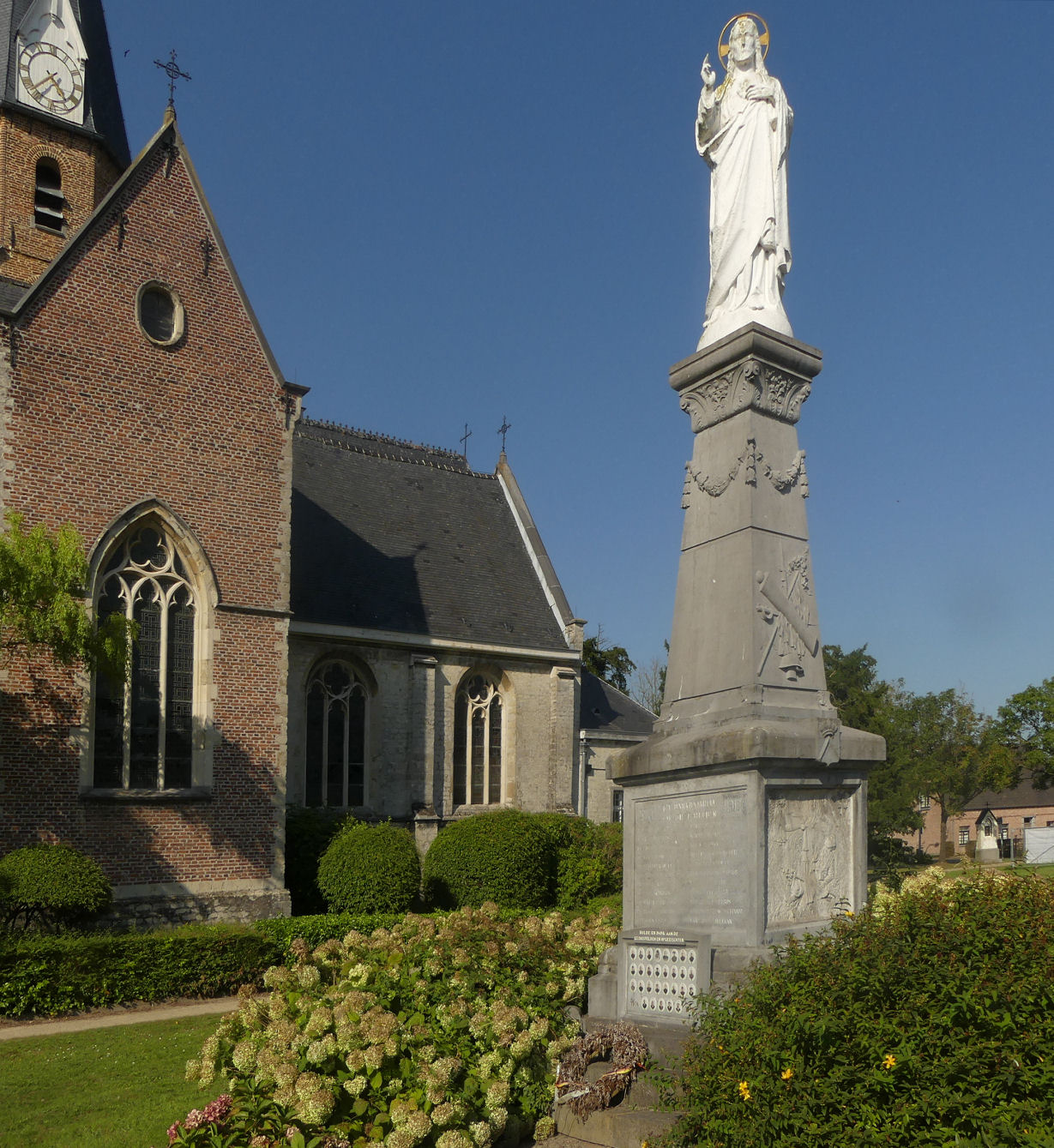
Het oorlogsmonument uit arduin.
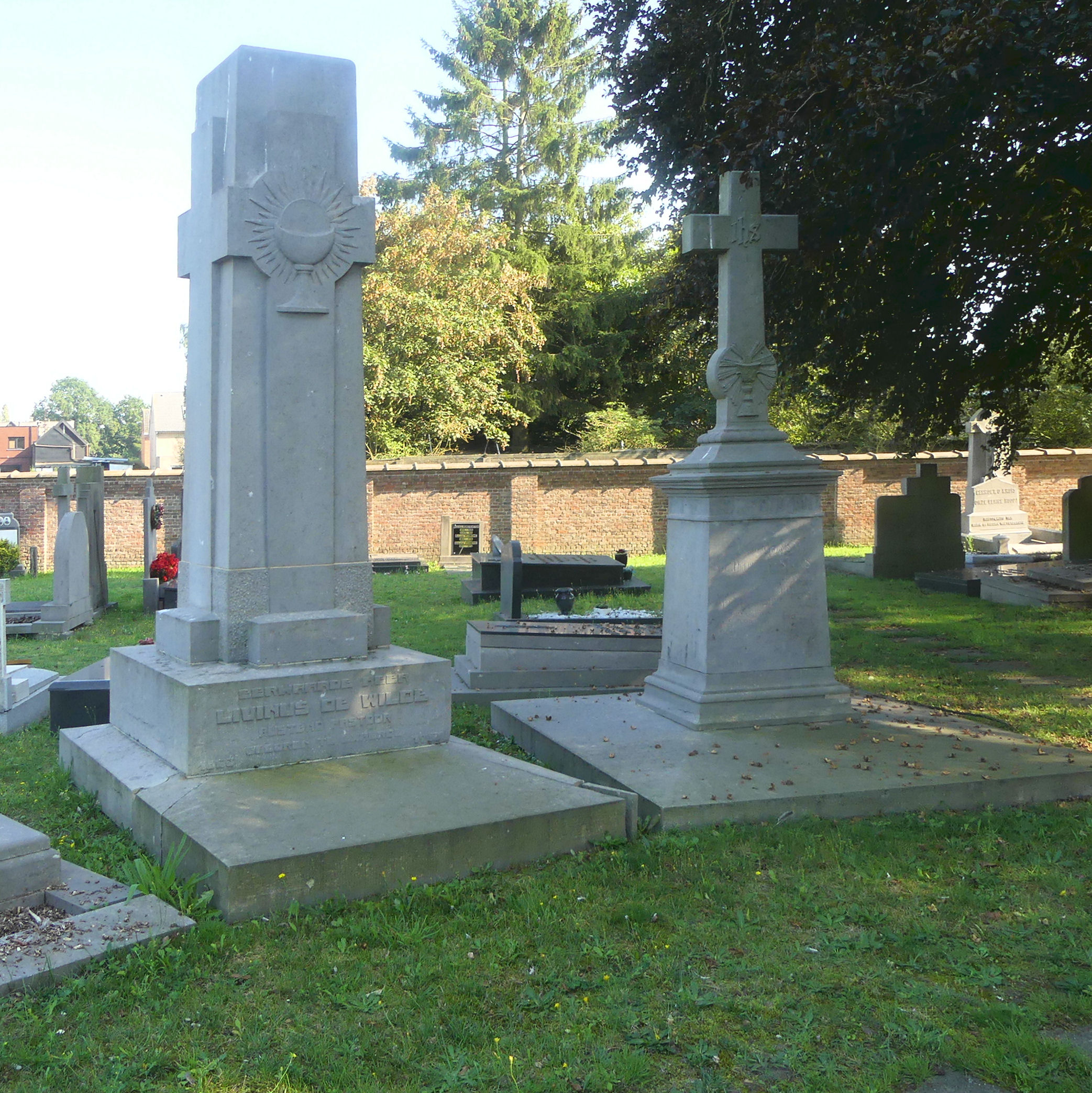
Praalgraven uit arduin, kerkhof.
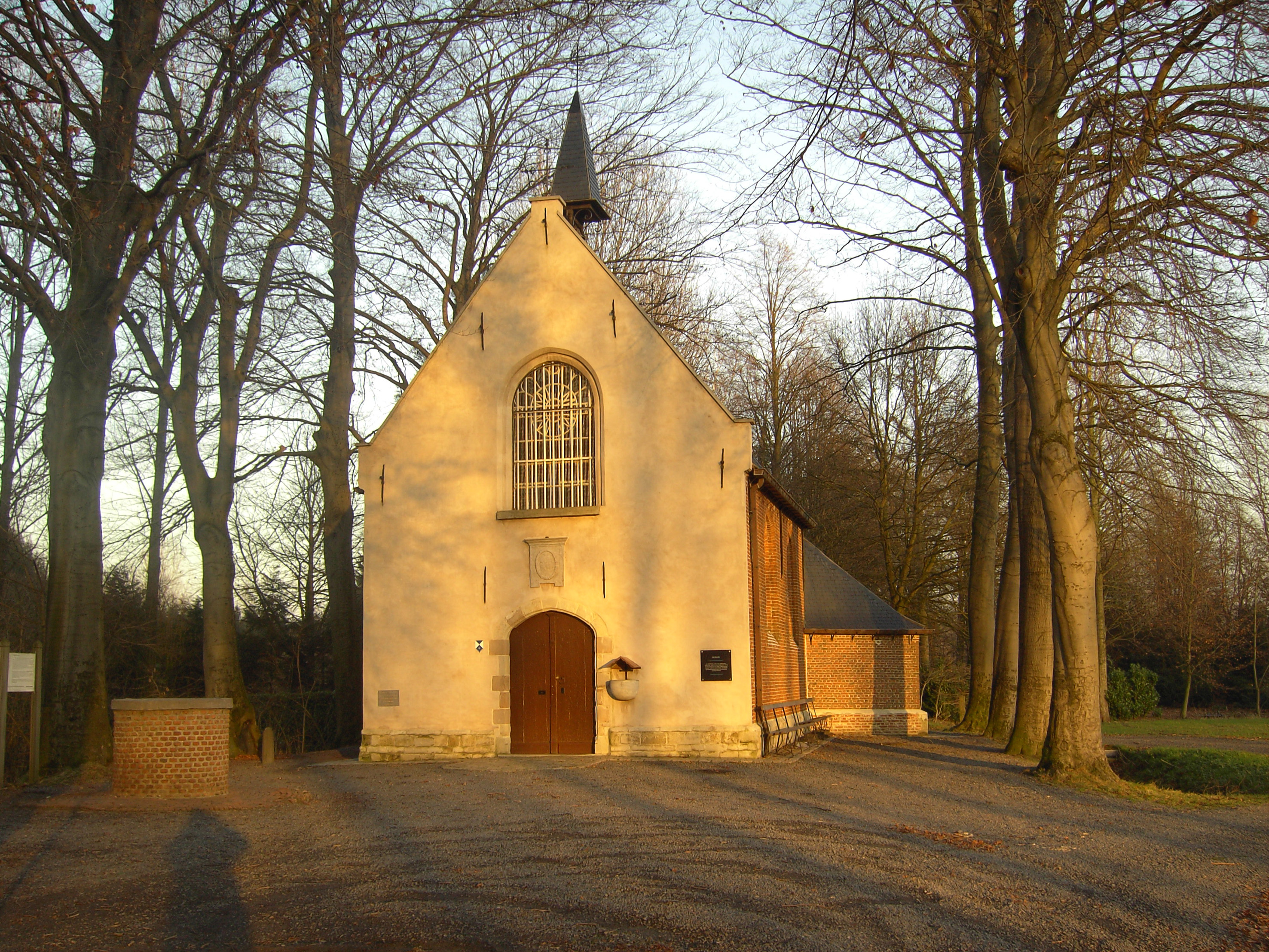
De Kruiskapel of Verre Kapel te Eksaarde.
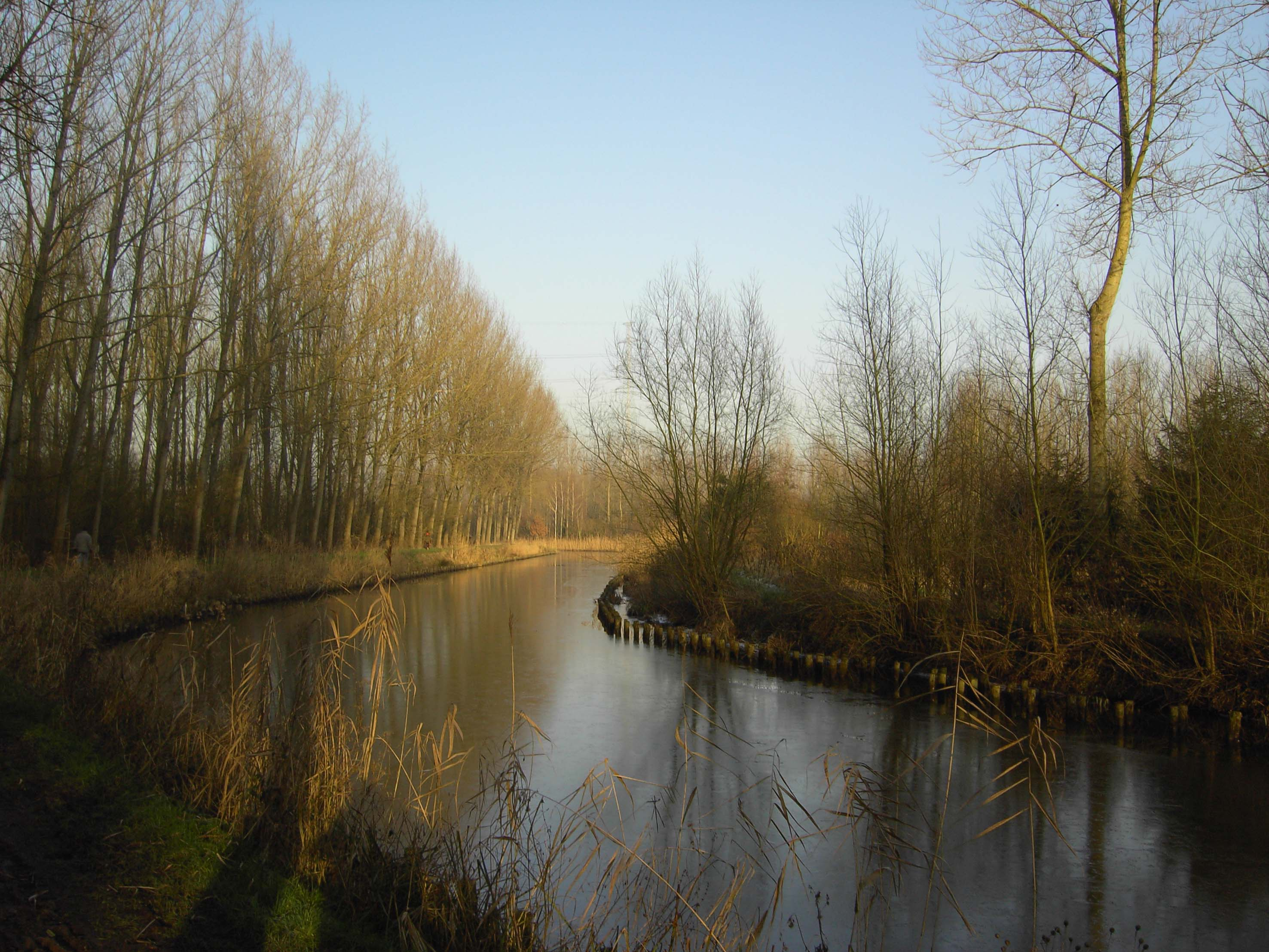
De Moervaart
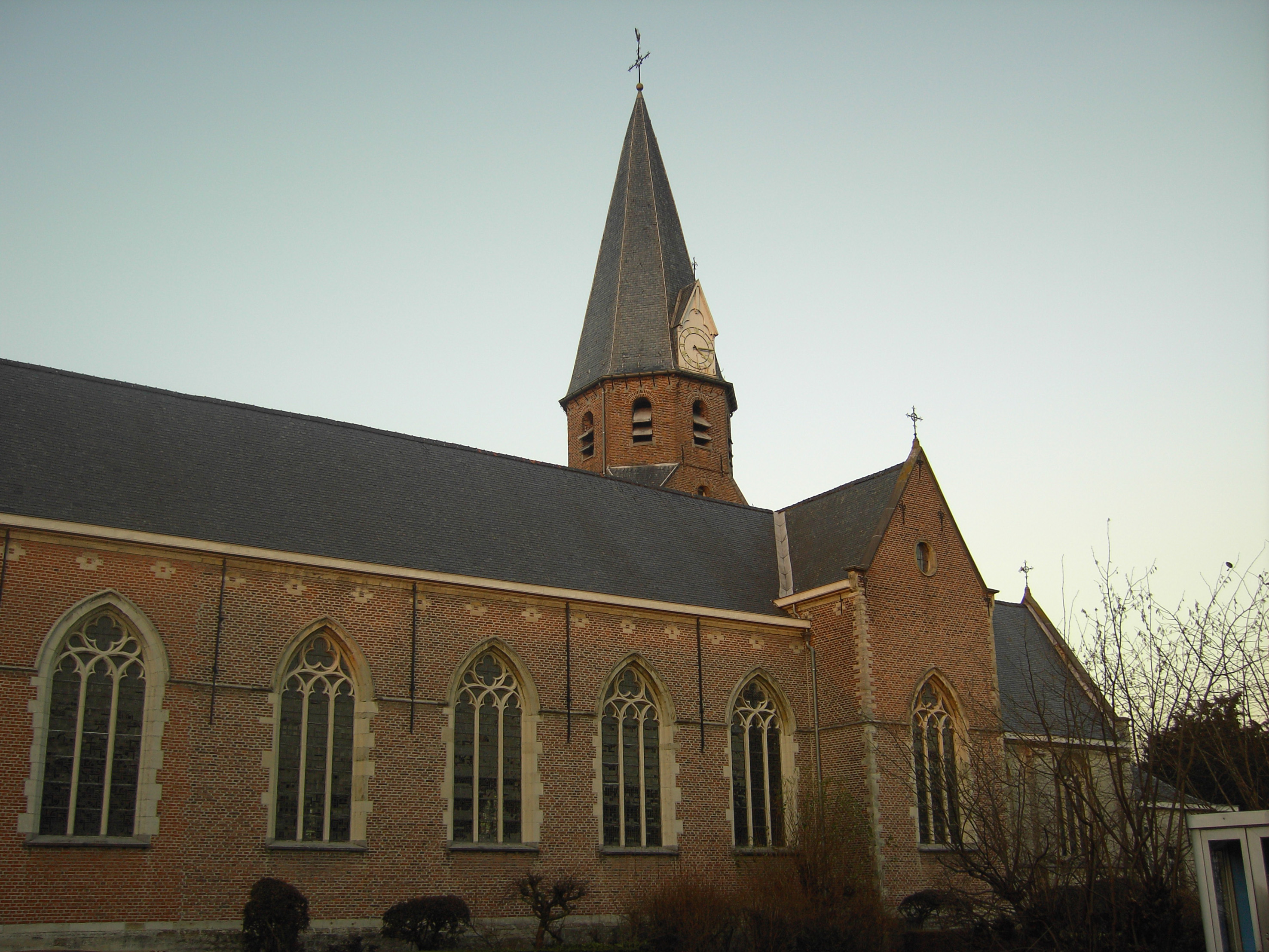
De Onze-Lieve-Vrouw-Hemelvaartkerk

## Natuur en landschap
Eksaarde ligt in het Waasland, ten zuiden van de Zuidlede en de Moervaartdepressie. De Zuidlede, vroeger de Durme, stroomde ten zuiden van het dorpscentrum verder in een reeks bochten tot waar de gekanaliseerde Moervaart tegenwoordig begint. Dit stuk rivier is echter ongeveer 400 jaar geleden gedempt geweest. De hoogte bedraagt 4 tot 6 meter. Ten oosten van Eksaarde loopt de Moervaart. Eksaarde is een typisch straatdorp dat zich lintvormig heeft ontwikkeld tussen de kerk en het vroegere station. Het Provinciaal domein Puyenbroeck bevindt zich voor een klein deel op het grondgebied van Eksaarde. De plaats telt verder nog enkele natuurgebieden waaronder de Bedmarlinie, het gebied rond de Moervaart en het Etbos. De Liniewegel is een wandel- en fietspad. De Fondatie bevindt zich deels in Eksaarde, maar vooral in Stekene en Sinaai.

## Kaart

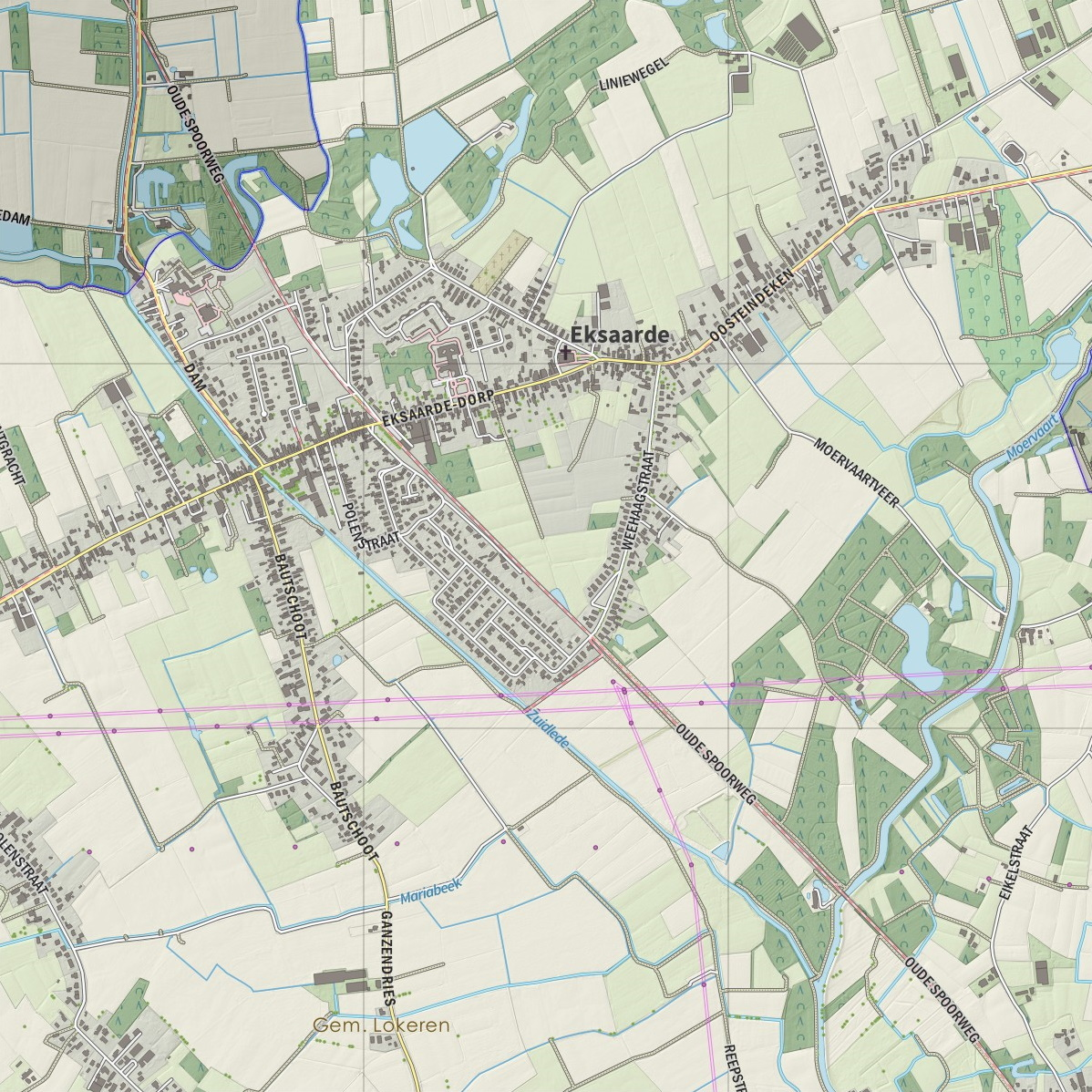

## Evenementen
Op het einde van de zomer organiseert men de Gezôarse feesten. Er zijn dan in het dorp evenementen zoals een rommelmarkt, een fuif, verschillende spelen en optredens.
In september is het Gezoârde-kermis rond de kerk. Op vrijdag is er een reuzenstoet, op zaterdag is er een blauwbuikjogging en de alom gekende Blauwbuik Trail Eksaarde. Op zondag vindt een van Vlaanderens grootste oldtimerevenementen plaats: De Blauwbuik Toerrit.

## Politiek
Eksaarde had een eigen gemeentebestuur en burgemeester tot de fusie van 1977. Burgemeesters waren:
- ca. 1856 : Joannes Baptista Van Kerckhove
- ca. 1878 : Zephyrin Van Grembergen
- 1946-1960 : Theofiel Van Peteghem
- ...-1972 : Ernest Van Hoye
- 1972-1976 : Luc Dierick

## Geboren in Eksaarde
- Amand de Vos (1840-1906), schrijver en dichter
- Paul Van Grembergen (1937-2016), politicus
- Willy Linthout (1953), stripscenarist
- Oscar Van Durme (1867-1925), organist
- Lorca Van De Putte (1988), voetbalster
- Theophiel Van Peteghem, (1879-1960), senator, burgemeester van Eksaarde
- Linde Merckpoel (1984), radiopresentatrice

## Trivia
Bijnamen van de inwoners zijn: blauwbuiken, witvissen.

## Nabijgelegen kernen
Daknam, Sinaai, Moerbeke, Doorslaar, Zaffelare